# جان آسکی
جان آسکی (انگلیسی: John Askey؛ زادهٔ ۴ نوامبر ۱۹۶۴) بازیکن فوتبال اهل بریتانیا است.
از باشگاه‌هایی که در آن بازی کرده‌است می‌توان به باشگاه فوتبال مکلسفیلد تاون اشاره کرد.
وی همچنین در تیم ملی فوتبال England C بازی کرده‌است.